# Alignement d'I Stantari
L'alignement d'I Stantari est un alignement mégalithique, composé de cinquante-cinq monolithes, dont des statues-menhirs, situé sur le plateau de Cauria, commune de Sartène, dans le département de la Corse-du-Sud en France.

## Historique
Le site est mentionné dès la fin du XIXe siècle mais les descriptions de l'époque s'attachent alors principalement au dolmen voisin de Fontanaccia et les alignements proches sont assez brièvement décrits. Prosper Mérimée, dans ses Notes d'un voyage en Corse publiées en 1840 recense neuf « stantare » dont cinq encore dressés. Sous le nom d'alignement de Rinaiou, Adrien de Mortillet mentionne ainsi « sept menhirs, mesurant de 1,30 m à  3 m de hauteur, rangés en une seule ligne droite. Il n'en reste que 4 debout; les 3 autres sont couchés ». Aucun auteur ne signale de sculptures sur ces menhirs jusqu'en juillet 1964, où Roger Grosjean identifie, dans un mur de clôture voisin, l'arrière de la tête d'une statue-menhir et entreprend une fouille complète du site. Grosjean va découvrir au total vingt-deux monolithes, sept statues-menhirs qu'il dénommera Cauria I à VII et quinze menhirs. A l'issue du chantier de fouilles les pierres ont été redressées sur place. En 2002, une nouvelle campagne de fouille est menée sur le site.
Le site est classé au titre des monuments historiques par arrêté du 28 février 1975 avec l'alignement voisin de Rinaghju.

## Description du site
Le site comporte cinquante-cinq monolithes dont vingt-trois pierres dressées (« deux statues-menhirs et vingt-et-un menhirs stèles ») disposées en trois files rectilignes : deux files orientées nord-sud au nord-est du site et une file orientée nord-est/sud-ouest dont toutes les pierres sont actuellement couchées au sol dans le secteur sud-ouest du site. Le site aurait connu cinq phases d'occupation distinctes.
Une première phase est attestée au Néolithique moyen. Elle correspond à la découverte d'un petit mobilier archéologique composé d'un outillage lithique (éclats de silex, de quartz et d'obsidienne) , de tessons de céramique très érodés, de boulettes d’argile cuite et de charbons de bois. Durant une seconde phase, attribuée à la fin du Néolithique ou au début de l'âge du Bronze, une première file de monolithes est dressées, elle correspond à l'actuelle file orientée nord-est/sud-ouest. Les pierres sont soignées mais ne comportent aucune figuration ou attribut. Durant une troisième phase, les deux alignements orientés nord-sud sont mis en place. L'alignement le plus occidental ne comporte que des menhirs-stèles et des statues-menhirs et ne serait pas aussi rectiligne que la restauration actuellement visible réalisée par Grosjean. Les alignements sont alors complétés par des aménagements de type terrasse ou podium dont une structure construite en gros blocs devant l'alignement principal. Le mobilier archéologique correspondant comprend une petite vaisselle fine attribuée à la fin de l'âge du Bronze. La datation au radiocarbone indique une période comprise entre 1415 et 880 av. J.-C., totalement compatible avec le type d'armement représenté sur les statues. Elle correspond à l'apogée du site. La quatrième phase correspond à une phase de destruction du site, destructions d'origines anthropique et naturelles. Une grande quantité de charbons de bois correspondant à cette phase a été retrouvée et datée au radiocarbone d'une période comprise entre 200 et 50 av. J.-C., correspondant à la conquête romaine. Durant la cinquième et dernière phase, le site est abandonné et plusieurs pierres sont prélevées pour être réutilisées dans des aménagements agricoles voisins (clôtures).

## Les statues-menhirs
Bien qu'ayant subies l'érosion, les statues-menhirs Cauria II et IV sont parmi les plus décorées des statues-menhirs du groupe corse. Leur silhouette est de style phallique. Le visage, sculpté en relief, est bien visible avec des conditions d'éclairage optimales. La tête est bombée avec des cupules latérales au-dessus des tempes. Par comparaison avec les figurines retrouvées en Sardaigne, Roger Grosjean a proposé d'y reconnaître la représentation d'un casque en forme de bol orné originellement de cornes. Les personnages sont représentés avec leurs bras et leurs mains. Ils portent une longue épée, sculptée en relief, suspendue à un baudrier autour du cou. Au dos, les omoplates sont représentées en relief et la colonne vertébrale en creux.
La statue-menhir Cauria VIII est conservée au musée de Sartène.
Un godet imprégné d'hématite découvert sur place a laissé supposer que les pierres étaient à l'origine peintes à l'ocre rouge.